# Équipe de Belgique de football au Championnat d'Europe 1984
L'équipe de Belgique de football participe à sa 3e phase finale de championnat d'Europe lors de l'édition 1984 qui se tient en France du 12 juin 1984 au 27 juin 1984. La Belgique se présente à la compétition en tant que vice-championne d'Europe en titre.
La Belgique termine 3e du groupe 1 et est éliminée au premier tour.

## Phase qualificative
La phase qualificative est composée de quatre groupes de cinq nations et trois groupes de quatre nations. Les sept vainqueurs de poule se qualifient pour l'Euro 1984 et ils accompagnent la France, qualifiée d'office en tant que pays organisateur. La Belgique remporte le groupe 1.
| Rang | Équipe             | Pts | J | G | N | P | Bp | Bc | Diff |  | Résultats (▼ dom., ► ext.) |     |     |     |     |
| ---- | ------------------ | --- | - | - | - | - | -- | -- | ---- |  | -------------------------- | --- | --- | --- | --- |
| 1    | Belgique           | 9   | 6 | 4 | 1 | 1 | 12 | 8  | +4   |  | Belgique                   |     | 3-0 | 2-1 | 3-2 |
| 2    | Suisse             | 6   | 6 | 2 | 2 | 2 | 7  | 9  | -2   |  | Suisse                     | 3-1 |     | 0-0 | 2-0 |
| 3    | Allemagne de l'Est | 5   | 6 | 2 | 1 | 3 | 7  | 7  | 0    |  | Allemagne de l'Est         | 1-2 | 3-0 |     | 2-1 |
| 4    | Écosse             | 4   | 6 | 1 | 2 | 3 | 8  | 10 | -2   |  | Écosse                     | 1-1 | 2-2 | 2-0 |     |

## Phase finale

### Premier tour
| Groupe 1 |             |     |   |   |   |   |    |    |      |
|          | Équipe      | Pts | J | G | N | P | BP | BC | Diff |
| 1        | France      | 6   | 3 | 3 | 0 | 0 | 9  | 2  | +7   |
| 2        | Danemark    | 4   | 3 | 2 | 0 | 1 | 8  | 3  | +5   |
| 3        | Belgique    | 2   | 3 | 1 | 0 | 2 | 4  | 8  | -4   |
| 4        | Yougoslavie | 0   | 3 | 0 | 0 | 3 | 2  | 10 | -8   |

| 12 juin | France   | 1 | 0 | Danemark    |
| 13 juin | Belgique | 2 | 0 | Yougoslavie |
| 16 juin | France   | 5 | 0 | Belgique    |
| 16 juin | Danemark | 5 | 0 | Yougoslavie |
| 19 juin | France   | 3 | 2 | Yougoslavie |
| 19 juin | Danemark | 3 | 2 | Belgique    |

| 13 juin 1984                      | Belgique                   | 2 – 0 | Yougoslavie | Stade Félix-Bollaert, Lens                        |                                                   |
| 20:30 · Historique des rencontres | Vandenbergh 28e · Grün 45e |       |             | Spectateurs : 40 000 Arbitrage : Erik Fredriksson | Spectateurs : 40 000 Arbitrage : Erik Fredriksson |
| 20:30 · Historique des rencontres | (Rapport)                  |       |             | Spectateurs : 40 000 Arbitrage : Erik Fredriksson | Spectateurs : 40 000 Arbitrage : Erik Fredriksson |

| 16 juin 1984                      | France                                             | 5 – 0 | Belgique | Stade de la Beaujoire, Nantes                     |                                                   |
| 17:15 · Historique des rencontres | Platini 4e, 74e, 89e · Giresse 33e · Fernandez 43e |       |          | Spectateurs : 51 359 Arbitrage : Robert Valentine | Spectateurs : 51 359 Arbitrage : Robert Valentine |
| 17:15 · Historique des rencontres | (Rapport)                                          |       |          | Spectateurs : 51 359 Arbitrage : Robert Valentine | Spectateurs : 51 359 Arbitrage : Robert Valentine |

| 19 juin 1984                      | Danemark                                            | 3 – 2 | Belgique                        | Stade de la Meinau, Strasbourg                |                                               |
| 20:30 · Historique des rencontres | Arnesen 41e (pen.) · Larsen 60e · Elkjær Larsen 84e |       | Ceulemans 26e · Vercauteren 39e | Spectateurs : 36 911 Arbitrage : Adolf Prokop | Spectateurs : 36 911 Arbitrage : Adolf Prokop |
| 20:30 · Historique des rencontres | (Rapport)                                           |       |                                 | Spectateurs : 36 911 Arbitrage : Adolf Prokop | Spectateurs : 36 911 Arbitrage : Adolf Prokop |

## Effectif
Sélectionneur : Guy Thys
| No. | Pos.      | Joueur                  | Date de naissance et âge | Sélec. | Club             |
| --- | --------- | ----------------------- | ------------------------ | ------ | ---------------- |
| 1   | Gardien   | Jean-Marie Pfaff        | 4 décembre 1953          |        | Bayern de Munich |
| 2   | Défenseur | Georges Grün            | 25 janvier 1962          |        | Anderlecht       |
| 3   | Défenseur | Paul Lambrichts         | 16 octobre 1954          |        | KSK Beveren      |
| 4   | Défenseur | Lei Clijsters           | 6 novembre 1956          |        | THOR Waterschei  |
| 5   | Défenseur | Michel De Wolf          | 19 janvier 1958          |        | KAA La Gantoise  |
| 6   | Milieu    | Franky Vercauteren      | 28 octobre 1956          |        | Anderlecht       |
| 7   | Milieu    | René Vandereycken       | 22 juillet 1953          |        | Anderlecht       |
| 8   | Attaquant | Nico Claesen            | 1er octobre 1962         |        | RFC Sérésien     |
| 9   | Attaquant | Erwin Vandenbergh       | 26 janvier 1959          |        | Anderlecht       |
| 10  | Milieu    | Ludo Coeck              | 26 septembre 1955        |        | Inter de Milan   |
| 11  | Attaquant | Jan Ceulemans           | 28 février 1957          |        | Club Bruges      |
| 12  | Gardien   | Jacky Munaron           | 8 septembre 1956         |        | Anderlecht       |
| 13  | Défenseur | Marc Baecke             | 24 juillet 1956          |        | KSK Beveren      |
| 14  | Milieu    | Walter De Greef         | 13 novembre 1957         |        | Anderlecht       |
| 15  | Défenseur | René Verheyen           | 20 mars 1952             |        | Club Bruges      |
| 16  | Milieu    | Enzo Scifo              | 19 février 1966          |        | Anderlecht       |
| 17  | Milieu    | Eddy Voordeckers        | 4 février 1960           |        | THOR Waterschei  |
| 18  | Attaquant | Alexandre Czerniatynski | 28 juillet 1960          |        | Anderlecht       |
| 19  | Milieu    | Raymond Mommens         | 27 décembre 1958         |        | KSC Lokeren      |
| 20  | Gardien   | Wim De Coninck          | 23 juillet 1959          |        | KSV Waregem      |

## Navigation